# پولی (میزوری)
پولی (به انگلیسی: Pevely) یک شهر در ایالات متحده آمریکا است که در شهرستان جفرسون، میزوری واقع شده‌است. پولی ۱۲٫۱۵ کیلومتر مربع مساحت و ۵٬۴۸۴ نفر جمعیت دارد و ۱۳۴ متر بالاتر از سطح دریا واقع شده‌است.